# László Bellak
László Bellak (Boedapest, 11 februari 1911 - Miami, 19 september 2006) was een Hongaars tafeltennisser. Hij werd tijdens zijn tiende en laatste WK-deelname in 1938 samen met de Engelse Wendy Woodhead wereldkampioen in het gemengd dubbelspel, waarmee hij zich na zeven verloren WK-finales toch één keer de beste van de wereld mocht noemen in een individuele discipline. Met de nationale mannenploeg won de Hongaar daarvoor zes keer het wereldkampioenschap voor landenteams.
Bellak werd in 1993 opgenomen in de ITTF Hall of Fame.

## Sportieve loopbaan
Bellak won in 1928 het England Open en debuteerde dat jaar op het WK. Hij plaatste zich daarop meteen voor de finales van twee disciplines: het enkelspel en het toernooi voor nationale ploegen. Waar hij met het Hongaarse team gelijk zijn eerste van een half dozijn titels pakte, zou hij solo niettemin nooit wereldkampioen worden. Nadat Bellak in 1928 de eindstrijd verloor van Zoltán Mechlovits, moest hij bij verdere gelegenheden in 1930 en 1934 recordkampioen Viktor Barna feliciteren. Een schrale troost was dat beide landgenoten wel zijn medespelers waren bij het winnen van meerdere wereldtitels in het ploegentoernooi.
Meteen na zijn laatste WK emigreerde de Joodse Bellak naar de Verenigde Staten, waardoor hij net op tijd Europa uit was voor de Tweede Wereldoorlog uitbrak. Hij diende tijdens de oorlog vrijwillig in het Amerikaanse leger, in onder meer Birma en India.

## Erelijst
- Wereldkampioen gemengd dubbel 1938 (met Wendy Woodhead), zilver in 1929 (met Magda Gal)
- Wereldkampioen landenploegen 1928, 1930, 1931, 1934, 1935, 1938, zilver in 1932 en 1937
- Verliezend finalist enkelspel WK 1928, 1930 en 1934
- Verliezend finalist dubbelspel 1929, 1932 (beide met Sándor Glancz) en 1938 (met Viktor Barna)